# Nicolae Săftoiu
Nicolae Săftoiu (n. 28 martie 1935, Cozieni, Ilfov, d. 31 mai 2017, Lunca Gârții, Argeș) a fost un grafician român.

## Biografie
Urmează Institutul de Arte Plastice „Nicolae Grigorescu” (1952-1958).
Din 1958 expune în țară la toate expozițiile de grafică. În același an devine membru al Fondului Plastic.
În 1961 devine membru al Uniunii Artiștilor Plastici (U.A.P.). Între anii 1991–2001 desenează toate bancnotele României. 

## Expoziții în străinătate
- 1962 - Tokio, Lugano, Havana
- 1965 - Budapesta
- 1967 - "Intergrafic" – Berlin
- 1968 - "Interfauna" – Dusseldorf (20 de monotipuri)
- 1969 - "Europahaus" – Viena (10 lucrări), Budapesta, Torino, Roma, Praga, Beirut, Santiago de Chile, Bienala tinerilor artiști
- 1969 - Pratt Graphics Center, New York
- 1970 - Contemporary Graphic Art on Contemporary Law and Justice - New York; Macerata (Italia); Bienala de la Buenos Aires; Regensburg (R.F.G.); Sao-Paolo; Este, Cesena (Italia); Roma, Maroc, Sofia, Portland (S.U.A.); Mostra d`Arte grafica Romena Contemporanea (Italia)
- 1971 - Centro Culturale Estense (Italia), Rumänische Graphik (1921 - 1971), Neue Berliner Galerie; "Miro" (Spania), Rostock, Halle
- 1972 - "International miniature print competition and exibition" - Pratt Graphics Center: New York, Dallas, Provo, Kansas-City, Kutztown, Athens, Knoxville, Springfield, Grand Forks Pensylvania, Gainesville, Charleston, Litlle Rock, Alabama, Ithaca, Washington, Orange-City, Cumberland, Northamton, Mount Vernon, Havana
- 1973 - Santiago de Chile, Philadelphia, Lagos, Varsovia, Bremen, "Intergraphik" - Berlin
- 1974 - Bratislava, Berlin, Praga
- 1975 - Ciudad de Mexico, Milano, Erba - Como
- 1977 - Rotterdam
- 1978 – Mannheim
- 1980 – Premi International de dibuix Joan Miró
- 1981 – Bienala de la Liubliana
- 1984 – Praga

## Expoziții personale
1963 - București
1969 - Milano
1970 - Piatra Neamț
1970  decembrie - ianuarie – București (expoziție de grup – galeria Apollo)
1978 - Tulcea
1979 - București - Galeria de artă "Simeza"
1998 – Luxemburg

## Călătorii de studii
1970: Franța; 1974: Iugoslavia; 1978: Polonia, Bulgaria, Germania, Iugoslavia.
După 1991: Anglia, Australia, Elveția, Franța, Slovacia

## Lucrări în colecții particulare
- Franța (colecția Felix Cohen), Japonia, Franța, S.U.A – colecția Peligrad, Germania – colecția dr. Bobesch și dr. Hipsch

## Premii și distincții
- Premiul Tineretului (1959)
- Premiul U.A.P. (1968)
- Ordinul "Meritul Cultural" cls. a V-a (1969)
- Premiul special la festivalul "Eurocon I" - Trieste (1972)
- Premiul U.A.P. pentru grafică (1980)